# Framecourt
Framecourt település Franciaországban, Pas-de-Calais megyében. Lakosainak száma 115 fő (2022. január 1.). Framecourt Hautecloque, Nuncq-Hautecôte, Sibiville és Écoivres községekkel határos.

## Népesség
A település népességének változása:
| Lakosok száma | 97   | 102  | 107  | 105  | 106  | 106  | 109  | 112  | 115  |
|               | 2013 | 2015 | 2016 | 2017 | 2018 | 2019 | 2020 | 2021 | 2022 |